# Cyclosa maritima
Cyclosa maritima Tanikawa, 1992 è un ragno appartenente alla famiglia Araneidae.

## Etimologia
Il nome proprio della specie deriva dall'aggettivo latino maritimus, -a, -um, che significa marittimo, nelle vicinanze del mare, ad indicare l'habitat di rinvenimento di questa specie, quello insulare

## Caratteristiche
L'olotipo femminile e i paratipi rinvenuti sono di dimensioni: cefalotorace lungo 1,53-2,25mm, largo 1,13-1,68mm; opistosoma lungo 2,66-5,07mm, largo 1,77-2,73mm.

## Distribuzione
La specie è stata reperita in Giappone: sulle isole Chichijima, Iōjima e Hahajima, presso Ogasawara, nella prefettura di Tokyo.

## Tassonomia
Al 2014 non sono note sottospecie e dal 2009 non sono stati esaminati nuovi esemplari.